# Nukleoszintézis
A nukleoszintézis az a folyamat, mely új atommagokat hoz létre magfúzió (egyesülés) vagy maghasadás (radioaktivitás, neutronsugárzás) során. Számtalan olyan asztrofizikai folyamatot ismerünk, amelyet felelősnek tartanak a világegyetemben folyó nukleoszintézisért. Ezek közül a legfontosabbak a primordiális nukleonszintézis, a csillagokban zajló fúziós folyamatok, valamint az r-folyamat (r=rapid=gyors), az s-folyamat (s=slow=lassú) és a p-folyamat (p=proton). Ezek a folyamatok felelősek az elemek jelenlegi kozmikus eloszlásáért.

## A nukleoszintézis főbb lépései

### Az ősrobbanáskori nukleoszintézis
Primordiális (elsődleges) nukleoszintézisnek is nevezzük. Az univerzum első három percében zajlott le, és ez felelős a világegyetem jelenlegi 1H, 2H (vagy ahogy a nyomjelzéstechnikában és a jelen területen is gyakran jelölik: D), 3He és 4He izotópok kozmikus eloszlásáért. Az elsődleges nukleoszintézisben jöttek létre a 2H, 3H 3He, 4He, 7Li, 7Be, 8B könnyű atommagok, melyek csak termikus egyensúlytól távol képződhetnek, igen magas hőmérsékleten. Ekkor a világegyetemet könnyű leptonok, protonok és neutronok alkották, melyek átlagos energiája 1011 kelvinen kT=10 MeV, ami sokkal nagyobb, mint a tömegkülönbség:
{\displaystyle {\frac {3}{2}}kT>M_{n}c^{2}-M_{p}c^{2}}
a protonok és neutronok ekkor a e− + p+ ↔ no + νe és a p+ + anti-νe↔ e+ + n0 reakciókban egymásba alakulhatnak. Feltételezések szerint az egy fotonra eső leptonszám és elektromos töltés nagyon kicsi, ezért a négy folyamat egyforma valószínűséggel megy végbe. Ilyen egyensúlyi körülmények között a protonok és neutronok arányát a statisztikus fizika törvényei szabják meg, miszerint a nukleonok közel azonos mértékben vannak jelen (a neutronok részaránya 46%).
Az univerzum első perceiben a szabad protonok nagy számban jelen voltak, számuk 12-szerese volt a 4-es tömegszámú héliummagokénak. Ez az arány adta a többi elem keletkezésének lehetőségét. Ha a proton és a neutron közötti tömegkülönbség kisebb lenne, akkor a neutron felezési ideje hosszabb lenne, vagyis az összes proton He-4 maggá alakult volna. Protonok nélkül pedig nem ment volna végbe a nagyobb tömegszámú magok keletkezése.
Az univerzum tágulása és hűlése miatt a hőmérséklet a fent jelzett érték alá csökkent, nem keletkezhettek újabb neutronok, a meglévők pedig ~ 10 perces felezési idővel bomlani kezdtek (1). A hűlés az első percekben olyan gyors volt, hogy a hőmozgás az atommagok kötési energiájának (abszolút) értéke alá csökkent, aminek következtében a protonok neutronokat foghattak be (2). Az így létrejövő deutériummagok az esetek döntő részében protonokat befogva 3-as tömegszámú héliummagokká alakultak. Kisebb valószínűséggel játszódott le a (4) és a tríciummagot termelő (5) reakció.
A szintézis leggyakoribb folyamatai:
| (1)  | {\displaystyle \mathrm {n} ^{o}\rightarrow \mathrm {~_{1}^{1}H} ^{+}+\mathrm {e} ^{-}+{\bar {\nu }}_{e}}              |  | (2)  | {\displaystyle \mathrm {~_{1}^{1}H} +\mathrm {n} ^{o}\rightarrow \mathrm {~_{1}^{2}H} +\gamma }                 |
| (3)  | {\displaystyle \mathrm {~_{1}^{2}H} +\mathrm {~_{1}^{1}H} \rightarrow \mathrm {~_{2}^{3}He} +\gamma }                 |  | (4)  | {\displaystyle \mathrm {~_{1}^{2}H} +\mathrm {~_{1}^{2}H} \rightarrow \mathrm {~_{2}^{3}He} +\mathrm {n} ^{o}}  |
| (5)  | {\displaystyle \mathrm {~_{1}^{2}H} +\mathrm {~_{1}^{2}H} \rightarrow \mathrm {~_{1}^{3}H} +\mathrm {~_{1}^{1}H} }    |  | (6)  | {\displaystyle \mathrm {~_{1}^{3}H} +\mathrm {~_{1}^{2}H} \rightarrow \mathrm {~_{2}^{4}He} +\mathrm {n} ^{o}}  |
| (7)  | {\displaystyle \mathrm {~_{2}^{3}He} +\mathrm {~_{2}^{4}He} \rightarrow \mathrm {~_{3}^{7}Li} +\gamma }               |  | (8)  | {\displaystyle \mathrm {~_{2}^{3}He} +\mathrm {n} ^{o}\rightarrow \mathrm {~_{1}^{3}H} +\mathrm {~_{1}^{1}H} }  |
| (9)  | {\displaystyle \mathrm {~_{2}^{3}He} +\mathrm {~_{1}^{2}H} \rightarrow \mathrm {~_{2}^{4}He} +\mathrm {~_{1}^{1}H} }  |  | (10) | {\displaystyle \mathrm {~_{2}^{3}He} +\mathrm {~_{2}^{4}He} \rightarrow \mathrm {~_{4}^{7}Be} +\gamma }         |
| (11) | {\displaystyle \mathrm {~_{3}^{7}Li} +\mathrm {~_{1}^{1}H} \rightarrow \mathrm {~_{2}^{4}He} +\mathrm {~_{2}^{4}He} } |  | (12) | {\displaystyle \mathrm {~_{4}^{7}Be} +\mathrm {n} ^{o}\rightarrow \mathrm {~_{3}^{7}Li} +\mathrm {~_{1}^{1}H} } |

A négyes tömegszámú héliummagok a (6), (9) és (11) folyamatok során jöttek létre. A deutérium nagy része így hélium-4-gyé alakult. Nyomokban keletkeztek még a deutériummagokból tríciummagok és lítium-7-magok is. Lényegében minden neutron héliumba épült be, többnyire a négyes számú izotópba. A részecskefizikusok számvetése szerint az ősrobbanás a világegyetem tömegének mintegy 25%-át héliummá alakította, míg hozzávetőleg 0,001 százalék deutérium és még ennél is kevesebb lítium keletkezett. Mivel ezen folyamatok során elfogytak (elbomlottak vagy befogódtak) a szabad neutronok, ezért az elsődleges nukleoszintézis rövid ideig tartott, mialatt nem jöhettek létre a bórnál nehezebb elemek.

Számos megfigyelés támasztja alá ezt az eredményt. Az ősrobbanáskori nukleoszintézis elemgyakoriságára vonatkozó jóslatot a fiatalabb és idősebb csillagok vizsgálatának eredményei, a planetáris ködök, a H II tartományok, a holdkőzetek egyaránt igazolták.

### Nukleoszintézis a csillagokban
A csillagfejlődés kiindulási oka a csillagok törekvése a nukleáris egyensúlyi állapot elérésére. Emiatt megy végbe a nukleoszintézis, ami a csillagok centrális magjában zajlik, és a lítium és a vas között sokféle nehezebb elemet létrehoz. A csillagokban lejátszódó fúziós folyamatok közül különösen fontos a hélium proton-proton ciklus miatt, illetve a szén a héliumtermelő CNO-ciklus miatt, valamint a vörös óriásokban végbemenő háromalfa-ciklus.

#### Fősorozati csillagok
A csillagfejlődési Hertzsprung–Russell-diagram fősorozatán helyezkednek el, energiatermelésüket hidrogén-hélium fúzió fedezi. Ez kétféleképpen mehet végbe: egyik a közvetlen proton-proton ciklus (alsó fősorozat), amely a Naphoz hasonló relatíve kis tömegű csillagok esetében dominál. A másik a szén-nitrogén ciklus (felső fősorozat), amely nagyobb tömegű atommagok jelenlétében történik.

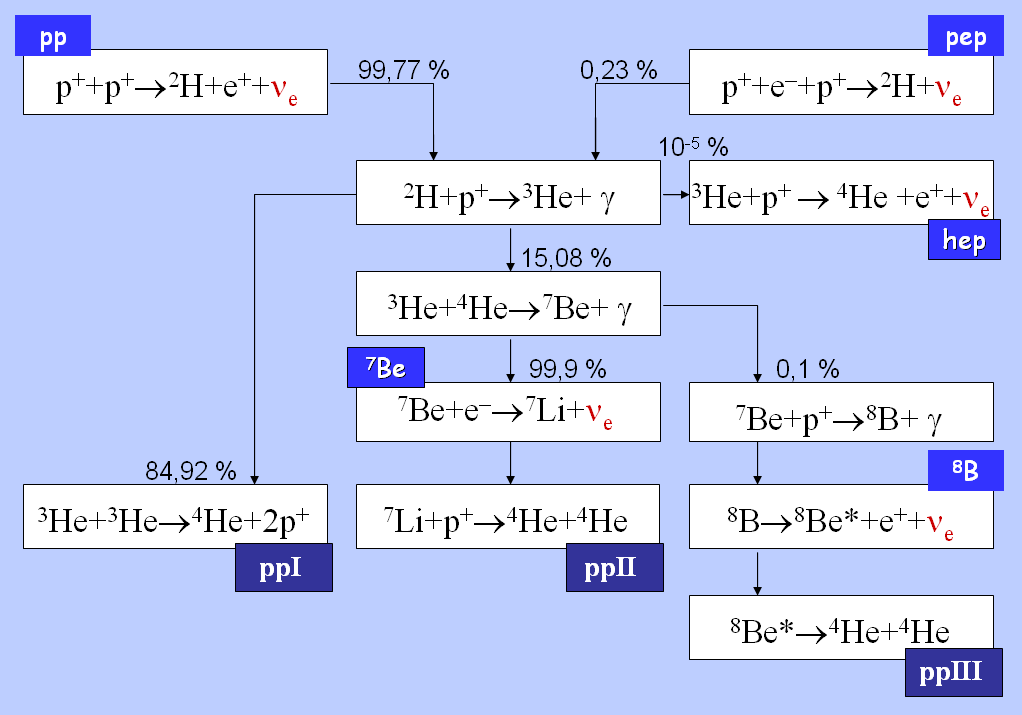
A proton–proton ciklus átalakulásai részletezve. Az ábrán feltüntettük az egyes reakciók arányát a Nap esetére.

##### Proton-proton ciklus
A proton-proton ciklus a 0,08 és 1,5 Mnap naptömegű fősorozati csillagokban lejátszódó fő energiatermelő folyamat. Ennek során hidrogén atommagokból hélium atommagok keletkeznek, amit energiafelszabadulás kísér gamma-fotonok formájában:
A folyamatnak köszönhetően a Nap belsejében másodpercenként 6·1014 g hidrogén alakul héliummá, ebből 0,7% energiává alakul, gamma-fotonok formájában. A gamma-fotonoknak közel 1 millió évre van szükségük, hogy elérjék a Nap fotoszféráját, miközben különböző kölcsönhatások következtében csökken az energiájuk (nő a hullámhosszuk).
Az energiatermelő folyamat egyidejűleg három különböző módon valósulhat meg, azaz a pp ciklusnak három allánca (ppI, ppII, ppIII) létezik:
- PPI: 26,20 MeV. Elágazási arány: 90%. Domináns folyamat 10–14 MK hőmérsékleten között. (10 MK hőmérséklet alatt nem indul be a folyamat.)
- PPII: 25,67 MeV. Elágazási arány: 10%. Domináns folyamat 14–23 MK hőmérsékleten.
- PPIII: 19,20 MeV. Elágazási arány: 0,001%. Domináns folyamat 23 MK fölött.

A lánc elején két proton héliummá alakulása kétféleképpen mehet végbe. Az egyik lehetőség a közvetlen proton–proton (pp) reakció, melynek során az egyik proton a másik közvetlen közelében neutronná bomlik; a két részecske ezután a hidrogén egyik nehézizotópjává, deutériummá egyesül, miközben egy pozitron és egy neutrínó szabadul fel. Ez a folyamat másodpercek alatt játszódik le. A másik energiatermelő folyamat a pep-reakció, amelyben három részecske – két proton és egy elektron – vesz részt, s egy deutériummag, valamint egy neutrínó keletkezik. Ennek a reakciónak a valószínűsége azonban jóval kisebb, mint a proton–proton reakcióé.
A folyamat második lépése során az említett két reakcióban létrejött deutériummag egy újabb protonnal gamma-sugárzás kíséretében hélium–3 maggá egyesül. Ehhez a reakcióhoz – a megduplázódott töltések erősebb taszítása miatt – már 1 millió év szükséges.
Az elfogadott elméletek szerint a reakciólánc az esetek 93%-ában úgy fejeződik be, hogy két hélium–3 mag egyesül egy alfa-részecskévé, miközben két felesleges proton szabadul fel, melyek ezután ismét belépnek a ciklusba. Az esetek megközelítőleg 7%-ában azonban a hélium–3 egy alfa-részecskével egyesül, és gamma-sugárzás kíséretében berillium–7 keletkezik; ami azután egy elektront elnyelve lítium–7-té alakul, kibocsátva egy neutrínót. Nagyon ritkán – nagyjából ezer esetből egyszer – a proton-proton ciklus végén a berillium–7 egy protonnal radioaktív bór–8-cá egyesül, amely azután két alfa-részecskére, egy pozitronra és egy nagy energiájú neutrínóra bomlik el. A Nap belsejében a hélium–3 magok magányos protonokkal is egyesülhetnek, aminek következtében egy alfa-részecske, egy pozitron és egy neutrínó keletkezik; de ez a reakció csak elvétve – még a bór–8 mag bomlásánál is ezerszer ritkábban – fordul elő.
A Napban keletkezett 4-es tömegszámú héliummagnál megszakad a fúziós lánc, a Pauli-elv miatt nem létezik 5-ös tömegszámú elem. Így a feltételezhető    {\displaystyle \mathrm {~_{1}^{1}H} +\mathrm {~_{2}^{4}He} \not \to \mathrm {~_{3}^{5}Li} +\gamma }    folyamat végállapota nem létezik. Nem lehetséges továbbá a {\displaystyle \mathrm {~_{2}^{4}He} +\mathrm {~_{2}^{4}He} \not \to \mathrm {~_{5}^{8}B} +\gamma }    folyamatra sem a 8-as tömegszámú berilliummag instabilitása miatt.

##### CNO-ciklus

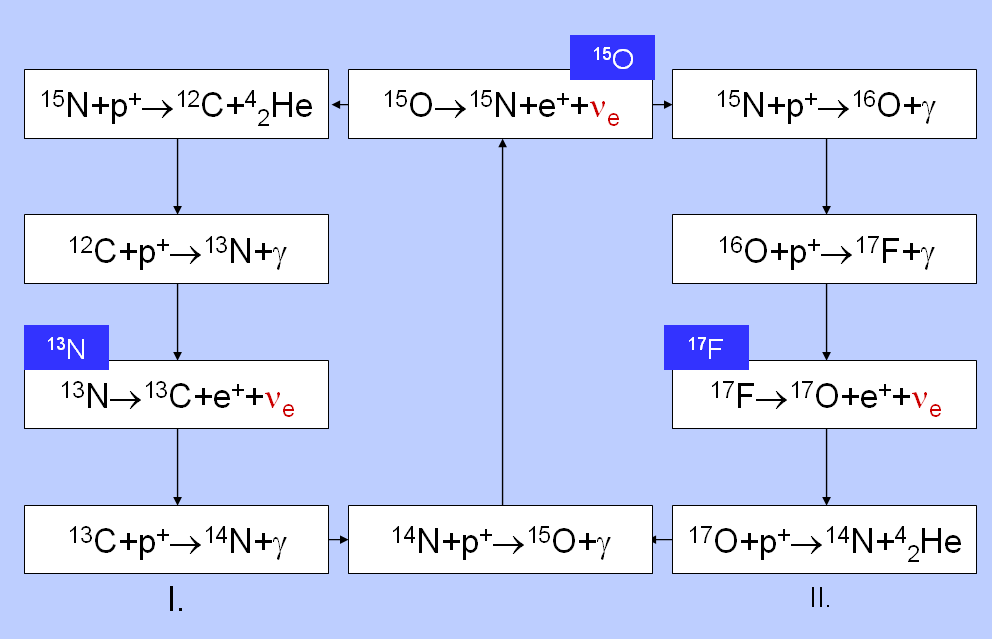
A CNO-ciklus

A fősorozati csillagok másik fő energiatermelő folyamata a Bethe-Weizsäcker-féle szén-nitrogén ciklus (röviden: CNO-ciklus). Ennek során négy proton alfa-részecskévé alakul, mellette két pozitron és két elektron-neutrínó keletkezik, valamint az energia egy része gamma-sugárzás formájában távozik. A szén, nitrogén és oxigén atommagok katalizátorként szolgálnak. A szén viszont nem tökéletes katalizátor, nagy része a ciklus végén nitrogénként marad vissza. A nitrogén jelentős része ennek köszönhetően keletkezik a csillagokban a keletkezésükkor eredetileg meglévő szénatomokból, és emiatt szekunder elemnek nevezzük; ellentétben a primer elemekkel, amelyek a hidrogénfúzióból keletkeztek az adott csillagon belül. A CNO-ciklus a szén, nitrogén és oxigén elemek között jól meghatározott mennyiségi arányt alakít ki, ezért ezen elemek relatív gyakoriságának vizsgálata jelentős a nukleoszintézis kutatása szempontjából. A reakció kisebb gyakorisággal (0,04% valószínűséggel) végbemenő változatában a fent látható utolsó reakcióban nem 12C és 4He, hanem 16O és egy foton keletkezik és a következőképp folytatódik. Ahogy a szén, nitrogén és oxigén a fő folyamatban, a fluor csak katalizáló szerepet lát el, nem halmozódik fel a csillagban.

##### Proton-proton ciklus vs. CNO-ciklus
PP ciklus:    Tc < 2·107 K       M < 1,5 MSol       εPP ~ ρT4         τ ~ 7·109 év
CNO-ciklus: Tc > 2·107 K       M > 1,5 MSol       εCNO ~ ρT17      τ ~ 3·108 év
A két folyamat hőmérsékletfüggéséből látható, hogy magas hőmérsékleten (felső fősorozat) a CNO-ciklus, alacsonyabb hőmérsékleten (alsó fősorozat) a proton-proton ciklus dominál.

#### Vörös óriások
A vörös óriás állapotban lévő csillagok a Hertzsprung-Russell diagram óriáságán (HRD) helyezkednek el, energiájukat a hidrogénégető rétegből nyerik, amely egy héliummagot vesz körül. Ebben a fejlődési szakaszban a csillag még nagyjából sugárzásegyensúlyban van. 10·108 kelvinen beindul a hélium égése, amivel elkezdődik a három-alfa ciklus. A csillagban ettől fogva két energiaforrás van jelen, egy héliumégető mag, és az azt körülvevő hidrogénégető héj. Az energiatermelés nagy részét azonban továbbra is a hidrogénégető héj adja. A csillag ebben a fázisban bizonyos mértékben összehúzódik, fehér vagy sárga óriás lesz belőle. A magjukban héliumot égető csillagok a csillaghalmazok HRD-jének horizontális óriáságban helyezkednek el. Ha a csillag tömege nem éri el a 0,5 naptömeget, magjukban az alacsony hőmérséklet miatt nem indulhat be a három-alfa ciklus.
(1)     {\displaystyle \mathrm {~_{2}^{4}He} +\mathrm {~_{2}^{4}He} \rightarrow \mathrm {~_{4}^{8}Be} +\gamma \qquad Q=-0,095\ \mathrm {MeV} }
(2)     {\displaystyle \mathrm {~_{4}^{8}Be} +\mathrm {~_{2}^{4}He} \rightarrow \mathrm {~_{6}^{12}C} +\gamma \qquad Q=+7,4\ \mathrm {MeV} }
A berillium mag nagyon instabil, ezért visszabomlik a kiindulási két héliummaggá. A héliummagokat ezután szén magok fogják be, majd további befogásokkal oxigén, neon és magnézium keletkezik:
(3)     {\displaystyle \mathrm {~_{6}^{12}C} +\mathrm {~_{2}^{4}He} \rightarrow \mathrm {~_{8}^{16}O} +\gamma \qquad Q=+7,15\ \mathrm {MeV} }
(4)     {\displaystyle \mathrm {~_{8}^{16}O} +\mathrm {~_{2}^{4}He} \rightarrow \mathrm {~_{10}^{20}Ne} +\gamma \qquad Q=+4,75\ \mathrm {MeV} }
A nettó reakció: {\displaystyle {3}\ ^{4}\mathrm {He} \rightarrow {}^{12}\mathrm {C} +\gamma \qquad Q=+7,275\ \mathrm {MeV} }

#### Szuperóriások
5·108 K fokon beindul a szén fúziója:
{\displaystyle {}^{12}\mathrm {C} +{}^{12}\mathrm {C} \rightarrow {}^{24}\mathrm {Mg} +\gamma \qquad Q=13,85\ \mathrm {MeV} }

{\displaystyle \rightarrow {}^{23}\mathrm {Mg} +n^{o}}
{\displaystyle \rightarrow {}^{23}\mathrm {Na} +{}^{1}\mathrm {H} \qquad Q=2,23\ \mathrm {MeV} }
{\displaystyle \rightarrow {}^{20}\mathrm {Ne} +{}^{4}\mathrm {He} \qquad Q=4,62\ \mathrm {MeV} }
{\displaystyle \rightarrow {}^{16}\mathrm {O} +{2}^{4}\mathrm {He} }
A három alfa-ciklus során a CNO-ciklusból keletkezett 16O izotóp alfa-részecskéket befogva tovább fuzionál:
{\displaystyle {}^{16}\mathrm {O} \rightarrow {}^{20}\mathrm {Ne} \rightarrow {}^{24}\mathrm {Mg} \rightarrow {}^{28}\mathrm {Si} } sorozat épül ki, ami ezen elemek égésével megy végbe:

Nagy tömegű csillagokban életük vége felé különböző összetételű rétegek alakulnak ki, és ezekben különböző folyamatok zajlanak

A folyamat végterméke a lezárt elektronhéjú 28Si izotóp, ami rendkívül gyakori. Ezt követi az alábbi folyamat:
{\displaystyle {}^{56}\mathrm {Ni} \rightarrow {}^{56}\mathrm {Co} +e^{-}+{\bar {\nu }}_{e}}

{\displaystyle {}^{56}\mathrm {Co} \rightarrow {}^{56}\mathrm {Fe} +e^{-}+{\bar {\nu }}_{e}}

{\displaystyle {}^{56}\mathrm {Fe} +{n}^{o}\rightarrow {}^{57}\mathrm {Fe} +\gamma }
{\displaystyle {}^{57}\mathrm {Fe} +{n}^{o}\rightarrow {}^{58}\mathrm {Fe} +\gamma }
{\displaystyle {}^{58}\mathrm {Fe} +{n}^{o}\rightarrow {}^{59}\mathrm {Fe} +\gamma }
{\displaystyle {}^{59}\mathrm {Pb} \rightarrow {}^{59}\mathrm {Co} +e^{-}+{\bar {\nu }}_{e}}
Itt végeredményként (nagyrészt) vas atommagok keletkeznek, amiben az egy nukleonra jutó kötési energia a legnagyobb, és ami az univerzum egyik leggyakoribb eleme. A magfúzió a vasnál megáll, a csillag utolsó nukleáris energiatartaléka ezzel kimerül. A csillag középponti magja atommag-sűrűségűre roppan össze. A nagy sűrűségre összepréselődő elektrongáz kvantum-mozgása hevessé válik, az elektronok mozgási energiája eléri a béta-bomlás p+ → no átmenetéhez szükséges energiát. Az atommagok protonjai így neutronná alakulnak. A sok-sok neutronból végül egy naptömegű égitest alakul ki, amit a gravitáció egy néhány km átmérőjű gömbben stabilizál, ez a neutroncsillag.
A csillagmag összeroskadásakor a középen kialakult magsűrűségű anyagba gázrétegek csapódnak, annak felszínén lefékeződve hirtelen fölhevülnek, aminek hatására lökéshullám indul kifelé, a csillag ledobja külső rétegeit. A kidobott gázfelhő szétterjed, az izzó felület felfúvódása hatalmas villanást hoz létre. Ezt észlelik a csillagászok szupernóva-robbanásként.

#### Szupernóvák
A legtöbb vasnál nehezebb elem létrehozásáért ez a folyamat felelős. Ezeknek az atommagoknak – a magas rendszámuk miatt – nagy az elektromos töltésük. A közöttük fellépő elektromos taszító hatás így megakadályozza a véletlen ütközések során történő fúziójukat. A nehezebb atommagoknak így más folyamat során kellett létrejönnie. A magas hőmérsékleten egymásnak ütköző atommagok neutronokat bocsátanak ki, 10 milliárd kelvin fokon a vas disszociálni kezd:    {\displaystyle {}^{56}\mathrm {Fe} \rightarrow 13\ \mathrm {He} +4n^{o}}    Az így keletkezett neutronok akadálytalanul fogódnak meg a megmaradt vas atommagokba, majd a magok neutrontöbblete miatt negatív béta-bomlások játszódnak le, aminek során megkezdődik a periódusos rendszerben a vason túli elemek kialakulása. Az elemek ilyen módon történő szintézise igen lassan játszódik le, ezért s-folyamatnak nevezzük. A neutronbefogások sorozata elvezet az uránig, sőt azon is túl. A megfigyelési tapasztalatok arra engednek következtetni, hogy a természetben az elemfelépülés végbemegy egészen a Z ~ 100 rendszámig és A ~ 250 tömegszámig. Az s-folyamat befejező része:
{\displaystyle \mathrm {~_{}^{207}Pb} +\mathrm {n} ^{o}\rightarrow \mathrm {~_{}^{208}Pb} +\gamma }
{\displaystyle \mathrm {~_{}^{208}Pb} +\mathrm {n} ^{o}\rightarrow \mathrm {~_{}^{209}Pb} +\gamma }
{\displaystyle \mathrm {~_{}^{209}Pb} \rightarrow \mathrm {~_{}^{209}Bi} +e^{-}+{\bar {\nu }}_{e}}
{\displaystyle \mathrm {~_{}^{209}Bi} +\mathrm {n} ^{o}\rightarrow \mathrm {~_{}^{210}Bi} +\gamma }
{\displaystyle \mathrm {~_{}^{210}Bi} \rightarrow \mathrm {~_{}^{210}Po} +e^{-}+{\bar {\nu }}_{e}}
A szupernóvák a legígéretesebb jelöltek az r-folyamatra, mely során a neutron gyors elnyelésével keletkeznek elemek. Itt a neutronok befogása gyorsan történik, a keletkező nehezebb atommagoknak nincs idejük elbomlani. E folyamattal kapcsolatban még több megválaszolatlan kérdést tisztázni kell. 
Az r-folyamat egyik ciklusa, a kadmium-reakció:
{\displaystyle \mathrm {~_{48}^{111}Cd} +\mathrm {n} ^{o}\rightarrow \mathrm {~_{48}^{112}Cd} +\gamma }
{\displaystyle \mathrm {~_{48}^{112}Cd} +\mathrm {n} ^{o}\rightarrow \mathrm {~_{48}^{113}Cd} +\gamma }
{\displaystyle \mathrm {~_{48}^{113}Cd} +\mathrm {n} ^{o}\rightarrow \mathrm {~_{48}^{114}Cd} +\gamma }
{\displaystyle \mathrm {~_{48}^{114}Cd} +\mathrm {n} ^{o}\rightarrow \mathrm {~_{48}^{115}Cd} +\gamma }

### Barna törpék
A barna törpék olyan égitestek, amelyek kezdeti tömege nem elegendő a hidrogén-hélium fúzió tartós fennmaradásához. Kis tömegük (13 és 80 jupitertömeg között) következtében ugyanis magjuk hőmérséklete nem éri el a proton-proton ciklushoz szükséges legalább 3·106 kelvint. Energiatermelésüket ezért a kisebb hőmérsékleti feltételeket követelő deutérim-hélium fúzió fedezi.
A keletkezési modellek alapján ehhez 13 jupitertömeg is elegendő, ez jelöli ki alsó tömeghatárukat.

### Kilonóvák
Az összeolvadó neutroncsillagokban színképelemzéssel rendkívül nagy arányban sikerült kimutatni a vasnál nehezebb elemek, köztük például az arany jelenlétét. 2017-ben sikerült először két neutroncsillag egymásba olvadásakor keletkeztetett gravitációs hullámot kimutatni, és a gravitációs hullámforrást optikai észleléssel is azonosították. Addig úgy gondolták, hogy a nehézelemek leginkább szupernóva-robbanáskor jöhetnek létre, ám a megfigyelésekkel bebizonyosodott, hogy az úgynevezett kilonóva eseménynél is jelentős mennyiségben keletkeznek nehézelemek. Az űrtávcsövek frissen keletkezett elemek jelenlétét, köztük aranyét és platináét mutatták ki az esemény utófényéből, megoldva annak évtizedes rejtélyét, hogy hol keletkezik a vason túli kémiai elemek mintegy fele.

### Kozmikus sugárzás felhasadása
Ez a folyamat több könnyű elemet is létrehoz, amelyek csillagokban nem képződhetnek. A kozmikus sugárzásban a leggyakoribb elemek a hidrogén atommagjai a protonok (87%), gyakori a hélium-atommag (alfa-részecske, 12%) de előfordulhatnak benne csillagokból származó nehezebb (Z > 2) atommagok is (1%). Ha ilyen nagyenergiájú kozmikus mag csapódik a csillagközi anyag valamelyik atommagjának, az ütközés kisebb magokra szedheti azt. Ilyen módon az egyes elszigetelt ütközésekben olyan kis energiájú képződmények is keletkezhettek, mint a 2D , 3He, Li, Be és a B. Ezért gyakrabban észlelik ezeket az atommagokat a kozmikus sugárzásban.

## Tapasztalati bizonyíték
A nukleoszintézis-elméleteket úgy ellenőrzik, hogy kiszámolják az izotópok mennyiségét a modell szerint, és összehasonlítják a megfigyelt előfordulással. Az izotópok mennyiségének kiszámításakor tipikusan ki kell számolni az izotópátalakulások mértékét. Gyakran ezeket a számításokat egyszerűsíteni lehet, feltételezve, hogy néhány kulcsreakció szabályozza a többi reakció mennyiségét.

## A nukleoszintézis során végbemenő részecskefizikai folyamatok
A fő energiatermelő folyamatok mellett számtalan egyéb is zajlik, amelyek az energiatermeléshez elhanyagolható járulékot adnak, de a világegyetem kémiai összetételének kialakításában fontos szerepük van.
- Alfa-reakciók vagy más néven fotodezintegrációs folyamatok a következőképpen jellemezhetőek:

{\displaystyle \gamma +(A,Z)\rightarrow (A-4,Z-2)+{}^{4}\mathrm {He} }            {\displaystyle {}^{4}\mathrm {He} +(A,Z)\rightarrow (A+4,Z+2)+\gamma }
Ahol alfa-részecske helyett szerepelhet proton, vagy deutérium is. Ilyen folyamatok a neon és a szilícium égése, továbbá valamennyi A ~ 20-50 rendszámú elem keletkezése.
- s-folyamat. A páratlan tömegszámú, vasnál nehezebb elemek keletkezésének egyik módja. Az s a neutronbefogás lassúságára utal; akkor jön létre a folyamat, ha az instabil iotópok bomlási ideje hosszabb, mint a neutronbefogás ideje. A folyamat feltétele a nagy neutronfluxus (105 – 1011 neutron/cm2/s). (A neutronokat a fő energiatermelő reakciók illetve ezek bizonyos mellékágai biztosítják.) Az s-folyamat évmilliárdok alatt zajlik.

{\displaystyle (A,Z)+n^{o}\rightarrow (A+1,Z)\rightarrow (A+1,Z+1)+e^{-}+{\bar {\nu }}_{e}}
Az s-folyamat az A = 63-209 tömegszámú elemek (pl.: 89Y, 90Zr, 109Ba, 140Ce, 208Pb, 209Bi) valamint a fotodezintegrációs folyamatokban nem keletkező A = 23-46 izotópok keletkezéséért felelős.
- r-folyamat. A vasnál nehezebb, páratlan tömegszámú elemek keletkezésének egyik lehetséges módja. Az r a neutronbefogás gyorsaságára utal; akkor megy végbe, ha az instabil izotópok bomlási ideje rövidebb, mint a neutronbefogás ideje. Ehhez extrém nagy neutronfluxusra van szükség, ami a szupernóvarobbanás során, T ~ 109 K hőmérsékleten teljesül. Emiatt a folyamat a neutronban gazdag izotópok (pl.: 36S, 46Ca, 48Ca) illetve a nehéz, instabil izotópok (pl.: 232Th) felépítéséért felelős. Utóbbiak relatív mennyisége lehetőséget ad a Naprendszer korának relatív becslésére.
- rp-folyamat (robbanásos hidrogénégés, vagy γ-folyamat): A CNO-ciklus által létrehozott magokon játszódik le sorozatos gyors (p, ) reakciók révén. A folyamatnak – a Coulomb-gáton kívül – határt szab az instabilitási sáv.
- e-folyamat (elektronbefogás): szupernóvarobbanáskor megy végbe, fontos szerepe van a vascsoport elemeinek (például 56Fe, Ti, Cu)keletkezésében.
- p-folyamat: szupernóva-robbanáskor keletkező nagy kinetikus energiájú protonok befogása, ami ritka, protonokban gazdag atommagokat (például 74Se, 196Hg) hoz létre. Kevésbé jelentős folyamat. A p-magok gyakorisága ritka, összesen 32 ilyen magot ismerünk, amelyek az s- és r-folyamatokban termelődő magokon lejátszódó (γ,n) reakciók, és az ezt kiegészítő (γ,p) és (γ,α) reakciók révén keletkeznek. A p-magok az izotóptérkép proton-gazdag oldalán helyezkednek el.
- X-folyamat: a kozmikus sugárzás részecskéinek becsapódása során atommagok szétesésével keletkezett könnyebb stabil magokat (6Li, 7Li, 9Be, 10B, 11B) hoz létre

## A kémiai elemek gyakorisága

Az izotópok egy nukleonra jutó kötési energiája a tömegszám függvényében. A vasnál könnyebb magok fúzióval, a nehezebb magok pedig fisszióval érnek el energetikailag stabilabb állapotot

A különböző elemek gyakoriságát összehasonlítva azt tapasztaljuk, hogy valamely elem annál ritkább a világegyetemben, minél nagyobb a rendszáma. A növekvő rendszámmal azonban az elemek gyakorisága nem folyamatosan csökken. Valamely elem szomszédos rendszámú elemekhez képest annál gyakoribb, minél hosszabb a felépülését eredményező magreakció lefolyása, és minél nagyobb az elem stabilitása. Az atommagok stabilitását a kötési energiával fejezünk ki, minél nagyobb egy mag kötési energiája, annál stabilabb. Bizonyos tömegszámú elemek kötési energiája kiugróan magas – például a 4He, 8Be, 12C, 16O, 56Fe, 62Ni magoké – ezért tömegszámaik értékét mágikus számoknak nevezzük. Ha az izotópokat proton és neutronszám szerint rendezzük, akkor az izotóptérképet kapjuk. Az egyes izotópokhoz a stabilitásuk mértékét rendelve (térben) megfigyelhető az ún. instabilitás völgye: az izotóptérkép egy adott "pontja", ahonnan fúziós reakciókkal nem jöhetnek létre nehezebb elemek, mivel
- energetikailag itt a legstabilabbak az atommagok
- legkisebb az egy részecskére jutó tömeg
- legnagyobb az egy részecskére jutó kötési energia

A kémiai elemek gyakorisági eloszlásában fontos szerepet játszanak a magszerkezeti tényezők, ezért a páros rendszámú és neutronszámú atommagok gyakoribbak. Ezt fogalmazza meg a Harkins-szabály.
A világegyetem második leggyakoribb eleme a hélium; kiugró gyakoriságát az magyarázza, hogy a fősorozatbeli csillagokban a hidrogén héliummá alakulása több milliárd évig tart, a héliummag viszont igen stabil atommag, nehezen alakul tovább nehezebb elemekké. A két héliummagból keletkező berilliummag nem stabil, könnyen szétesik a kezdeti reakciótermékekre, és nem stabil a héliummag protonbefogása után létrejött lítiummag sem. Az elemgyakorisági görbének az instabilis berillium és lítium helyén is minimuma van.
A 3 és 4 héliummagokból felépülő 12O és 16O atommagoknak szomszédaikhoz képest nagy a kötési energiájuk, ezek az elemek gyakoriságában mindjárt a hélium után következnek. A nehezebb atommagok közül a termonukleáris fúzió végállomása, a vas a legstabilabb elem. A neutronbefogással felépülő magasabb rendszámú elemek közül az ólom egyike azoknak a stabilis magoknak, amelyeknél hosszabb idő múlva következhet be a neutronbefogás, mint más magoknál. Ennek megfelelően a gyakorisági görbén az ólomnál is találunk egy csúcsot.

## Aktuális kutatási területek, ellentmondások, problémák
- Nem tisztázott, hogy a kémiai elemek illetve az izotópok vizsgált gyakoriságarányának mi az elméleti magyarázata.
- Anomális elemgyakoriságú csillagok. Megfigyeltek olyan életük végén járó csillagokat, amelyek technécium színképvonalakat mutatnak, annak ellenére, hogy ennek a Z=43 rendszámú elemnek nincs is stabil izotópja. (Erre utal a neve is, gyorsítós kísérletekben állítják elő.) A leghosszabb élettartamú izotóp a 98Tc, aminek 4 millió év a felezési ideje, ami valószínűleg neutronbefogások sorozatával keletkezett a csillagban.
- Nem ismerjük a világegyetembeli barion-foton arányt a primordiális nukleoszintézis előtt. Ez az adat a részecskefizikai standard modell egyik fontos bemenő paramétere. Ismeretéhez a primordiális szintézis bizonyos reakcióinak hatáskeresztmetszetével kéne tisztában lenni.
- Az elemszintézis szinte minden lépése tartalmaz több-kevesebb bizonytalanságot, számos ponton nincsenek összhangban a kísérleti eredmények a kémiai elemek világegyetembeli mért gyakoriságával.
- Nem tisztázott az elemi részecske-családok lehetséges száma, aminek a primordiális nukleoszintézis elmélete határt szab.
- Szintézisfolyamatok megkülönböztetése. Az ősrobbanáskori nukleoszintézis egyedül a hidrogén és a hélium nagy gyakoriságát magyarázza, amire a csillagokban szintetizálódott ugyanezen elemek mennyisége is hatással van, így nehéz meghatározni, hogy ezeknek a magoknak mekkora része származik külön-külön a két folyamatból. A megfigyelésekből a hélium-4 magok gyakoriságát lehet mérni a legpontosabban, mert az ősrobbanáskori nukleoszintézis során ez az izotóp szintetizálódott a legnagyobb gyakorisággal. Annak felbecsülése, hogy mekkora mennyiségű hélium keletkezik a csillagokban, azon alapul, hogy csillagok héliumtartalma arányos a széntartalmukkal. Itt kivételt képeznek az anomális elemgyakoriságú csillagok, amelyek légköri összetételét jelentősen befolyásolja a konvekció.
- Kevés kísérleti eredmény áll rendelkezésre a p-folyamat reakcióinak hatáskeresztmetszeteiről.

## Története
1929 Robert d'Escourt Atkinson (1898–1982) és Friedrich Georg Houtermans (1903–1966) első elméletei a kémiai elemek felépüléséről. Felismerték, hogy a nukleoszintézis a csillagok belsejében játszódik le hidrogén, hélium és nehezebb atommagok fúziójával.
1948 R. A. Alpher, Hans Bethe és George Gamow hibás nukleoszintézis elmélete (The origin of chemical elements, Physical Review, 73 (1948), 803).
1956-ban Hans Suess és Harold Urey rámutattak, hogy a nehéz izotópok gyakoriságáért felelős folyamatok az s-é s r-folyamat.
1957-ben Burbidge, Fowler és Hoyle megalkották a nukleoszintézis átfogó elméletét. Nyolc olyan fúziós folyamatot írnak le részletesen, amivel a csillagok a könnyű atommagokat nehezebb atommagokká alakítják. Ezek az elemek a csillagszél, a vörös óriások külső rétegeinek a ledobása, valamint a szupernóvák útján visszajutnak a csillagközi térbe. A cikk alapfeltevését, hogy valamennyi elem a csillagok belsejében keletkezett, a megfigyelések nem támasztották alá. Az elméletek alapján a kozmikus hélium mennyisége 1 és 4 százalék közötti, a megfigyelt érték azonban nagyjából 25 százalék. Elméletük hiányossága továbbá, hogy nem tud magyarázatot adni a kozmikus deutérium jelenlétére, mivel a deutérium a csillagokban nem keletkezik, hanem elbomlik.

## Külső hivatkozások
- Flash animáció az r-folyamat lezajlásáról Archiválva 2012. november 6-i dátummal a Wayback Machine-ben a béta-stabilitás völgyében. Szerzők: a JINA munkatársai
- Animált Flash prezentáció a nukleoszintézisről Archiválva 2012. november 5-i dátummal a Wayback Machine-ben a béta-stabilitás völgyében.